# Buchreport
Der Buchreport (Eigenschreibweise buchreport) war eine mit zwei Ausgaben erscheinende Fachzeitschrift für den deutschsprachigen Buchhandel.
Der Buchreport wurde mehr als 50 Jahre von der in Dortmund ansässigen Harenberg Kommunikation Verlags- und Mediengesellschaft herausgegeben, die von 2007 bis 2021 eine Tochter des Spiegel-Verlages war und danach von der Busch-Group des Kölner Verlegers Timo Busch übernommen wurde. 
Hauptprodukte waren die wöchentliche Ausgabe buchreport.express und das monatlich erscheinende buchreport.magazin. Ihre Auflagen betrugen 2019 jeweils 4000 Stück. Das monatliche Magazin enthielt beigelegte Schwerpunktthemenhefte buchreport.spezial zu einzelnen Buch-Warengruppen wie Kinder- und Jugendbuch, RWS (Recht, Wirtschaft, Steuern), Fitness- und Gesundheitsbücher, Religion, Kalender, Hörbuch u. a. sowie zum Thema Verlagsherstellung und Verlagsmanagement. Die Zeitschriften waren gedruckt und digital (E-Paper) erhältlich, die Beiträge der Zeitschriften wurden auch einzeln auf www.buchreport.de hinter einer Paywall veröffentlicht neben freien, werktäglich aktualisierten Meldungen.
Buchreport erstellte und veröffentlichte Spiegel-Bestsellerlisten für folgende Buchformate:
- Hardcover Belletristik und Sachbuch
- Paperback Belletristik und Sachbuch
- Taschenbuch Belletristik und Sachbuch
- Ratgeber (zu den Themen Leben & Gesundheit, Essen & Trinken, Natur & Garten, Hobby & Kreativität)
- Hörbücher
- DVD

Weitere Bestsellerlisten:
- Manager Magazin Wirtschaftsbestsellerliste
- Dein Spiegel Kinder- und Jugendbuch-Bestsellerliste

Buchreport veröffentlichte die Rankings:
- Die 100 größten Verlage
- Die größten Buchhandlungen (bis 2006: Die 100 größten Buchhandlungen)
- Die größten Buchverlagskonzerne der Welt (in Kooperation mit der französischen Branchenzeitschrift Livres Hebdo sowie weiteren internationalen Fachzeitschriften)
- Die großen internationalen Buchhandelsketten

und die Übersichten:
- Verlagskompass (wirtschaftliche Verflechtungen deutscher Buchverlage)
- Filialatlas (Filialnetz und Größe der Ladengeschäfte von Buchfilialisten in Deutschland)

Im Dezember 2023 meldete der den Buchreport herausgebende Harenberg Verlag Insolvenz an, das Amtsgericht Köln eröffnete am 1. Januar 2024 das Insolvenzverfahren über das Vermögen der Harenberg GmbH. Zwar ist beabsichtigt, "im Rahmen einer übertragenden Sanierung" den Buchreport als "unabhängige Stimme der Buchindustrie in Deutschland, Österreich und der Schweiz" zu erhalten, aber da bis zum Jahreswechsel noch keine Gesamtlösung für den Verlag gefunden werden konnte, musste der Geschäftsbetrieb in Redaktion und Verlag eingestellt werden. Laut Insolvenzverwalter war eine Fortführung wegen der finanziellen Lage nicht möglich. Den Mitarbeitern wurde gekündigt.
Die für den Buchhandel wichtigen Bestsellerlisten, die der Buchreport seit 1972 für das Nachrichtenmagazin Der Spiegel erstellt hat, werden künftig von der eBuch-Genossenschaft zusammengestellt. Sie werden wie bisher wöchentlich im Spiegel und ab sofort auch im Monatsmagazin BuchMarkt veröffentlicht, das zur eBuch-Genossenschaft gehört.